# Orthonectida
Il gruppo degli ortonettidi (che “nuotano in linea retta“) comprende specie parassite di cefalopodi, turbellari, nemertini, anellidi, bivalvi ed ofiuroidi, distinguibili dai rombozoi per il numero elevato di cellule assiali.
Gli adulti presentano molto spesso sessi separati ed un evidente dimorfismo sessuale, essendo la femmina piuttosto tozza ed il maschio esile e cilindrico, il quale misura in lunghezza meno della metà della sua compagna. Durante la loro vita adulta planctonica, si accoppiano e producono larve microscopiche che avanzano tramite ciglia. Dopo aver vagato liberamente nell'acqua, ogni larva entra nelle vie genitali di un invertebrato installandosi nel relativo epitelio; a questo punto diventa intracellulare e si accresce formando una massa unica plurinucleata, detta plasmodio.
Il plasmodio continua lo sviluppo nel peritoneo dell'ospite, producendo per frammentazione o per poliembrionia solo maschi, solo femmine, o entrambi i sessi, a seconda della specie. Gli adulti, una volta formati, escono dalle tasche incubatrici dell'ospite sotto forma di minuscoli organismi cigliati e il ciclo ricomincia.